# Artur Nogueira (kommun)
Artur Nogueira är en kommun i Brasilien.   Den ligger i delstaten São Paulo, i den sydöstra delen av landet, 800 km söder om huvudstaden Brasília. Antalet invånare är 44 270.
Följande samhällen finns i Artur Nogueira:
- Artur Nogueira

Omgivningarna runt Artur Nogueira är en mosaik av jordbruksmark och naturlig växtlighet. Runt Artur Nogueira är det ganska tätbefolkat, med 155 invånare per kvadratkilometer.